# Monument à Élisabeth Ire (Rostov-sur-le-Don)
Le Monument à Élisabeth Ire est une sculpture de Rostov-sur-le-Don (Russie) dédiée à l’impératrice de Russie fondatrice de la ville.

## Historique
Rostov-sur-le-Don a été fondé le 15 décembre 1749 sous le règne de l’impératrice Élisabeth Ire qui par son oukaze établit la douane de Temernik, premier établissement russe permanent sur le territoire de ce qui est devenu la ville de Rostov-sur-le-Don. Au milieu du XVIIIe siècle le port et point de douane était le seul point d’entrée en Russie sur la mer Noire et mer d'Azov, une seconde fenêtre sur l’Europe après Saint-Pétersbourg. En 1761 la forteresse dédiée à Dimitri de Rostov est érigée, en 1811 la commune obtient le statut de ville.
En 2006 un concours pour un monument dédié à Élisabeth Petrovna est annoncé. Le 20 juin le projet de Sergueï Olechine est choisi et inauguré le 27 juin 2007.
Le monument est installé devant l’église de l'Intercession-de-la-Vierge, à l’endroit où pendant près de 70 ans s’érigeait un monument à la gloire de Sergueï Kirov. Le monument a été érigé en cinq mois.

## Description
Les auteurs du monument ont étudié les portraits de l’impératrice et la mode de l’époque afin de créer une représentation proche de la vérité historique. La couronne et les boucles d’oreille ont ainsi été réalisées par un joaillier local. Élisabeth Petrovna indique de la main en direction de l’endroit où s’élevait la forteresse,dans l’autre mais elle tient l’oukaze relatif à la fondation de la ville.
Le monument est haut de plus de 7 mètres (3,5 m pour la sculpture, 3,7 m pour le socle). La statue et les hauts-reliefs sont en bronze. Le bronze pèse près de 3 tonnes, le socle en granit près de 50 tonnes.